# Германия-89
«Германия-89» — продолжение немецких сериалов «Германия-83» и «Германия-86». Основой сюжета становятся события во время падения Берлинской стены.

## В ролях
- Мартин Раух (Йонас Нэй) — бывший офицер разведки Восточной Германии, который сейчас работает в государственной технологической компании. Был вынужден вернуться к работе в качестве шпиона.
- Ленора Раух (Мария Шрадер) — тетя Мартина и бывший куратор иностранного подразделения Штази, Главного управления разведки (HVA), которое поставляет взрывчатку Фракции Красной армии.
- Вальтер Швеппенштетте (Сильвестр Грот) — бывший босс Леноры и отец Мартина, которого HVA посылает проникнуть в банковскую систему Западной Германии.
- Бити (Коринна Харфаух) — агент HVA, изображающая из себя жену Вальтера во Франкфурте.
- Тобиас Тишбер (Александр Байер) — бывший куратор Мартина из HVA.
- Николь Занден (Свенья Юнг) — учительница Макса, сына Мартина.
- Бригитта Винкельман (Лавиния Вильсон) — бывший любовный интерес Мартина и офицер БНД, работающая с ЦРУ над вербовкой бывших агентов HVA.
- Григоре Антонеску (Эмиль Хостина) — румынский националист и глава террористической группировки.
- Тина Фишер (Фритци Хаберландт) — врач из Восточной Германии, сестра Томаса Посимски, перебежчика в Западную Германию.

## Список серий
1. Господи помилуй («Kyrie Eleison»)
2. Ноябрьские ночи («November Nights»)
3. Магия («Magic»)
4. Операция Кондор («Operation Condor»)
5. Восстание в Тимишоаре («Timisoara Rebellion»)
6. Когда я смотрю на тебя («Quando ti Guardo»)
7. Вторая фаза («Phase Zwei»)
8. Конец истории («The End of History»)